# Allelfrequenz
Allelfrequenz (oder auch Allelhäufigkeit) ist ein Begriff der Populationsgenetik, der die relative Häufigkeit eines Allels in einer Population bezeichnet. Sie berechnet sich als:
{\displaystyle {\text{Allelfrequenz}}={\frac {\text{Zahl der Kopien eines bestimmten Allels}}{\text{Gesamtzahl der Kopien aller Allele in der Population}}}}.
Von der Genfrequenz (auch Genhäufigkeit) spricht man, wenn sich die Häufigkeitsberechnung nicht auf die Gesamtpopulation bezieht, sondern auf das Genom eines Individuums.
Evolution findet statt, wenn sich die Allelhäufigkeit in einer Population ändert. Mögliche Ursachen hierfür sind natürliche Selektion (verändert die Häufigkeit einzelner Allele) oder Gendrift.